# 廖文毅
廖文毅（1910年3月22日—1986年5月9日），本名廖溫義，為台灣民族主義者，以發表「台灣民本主義」聞名，政治上在二二八事件前主張聯省自治，在事件後開始主張台灣獨立，因此被稱為台灣獨立運動先驅，曾任總部位於日本東京之「台灣共和國臨時政府」大統領。1965年因遭中華民國政府沒收其家族財產，以及逮捕其家人入獄即將判處死刑的威脅之下，廖於是向中華民國政府投降返台，並授予官位出任曾文水庫建設委員會副主任委員。
廖文毅父親廖琛（後改名廖承丕）於1895年乙未戰爭之時，曾抵抗日軍，是義軍重要將領。以西螺七嵌功夫聞名於世。

## 生平

### 早年
廖文毅生於今台灣雲林縣西螺鎮，出身於一個鄉下仕紳的家庭，原家居二崙鄉義庄村，因為祖父在隔壁庄埔心開設私塾教漢學而遷居西螺。廖文毅的祖父廖龍院（1835年－1893年），以開私塾教漢學為生，是西螺地區最早的長老教徒。其父廖承丕（1871年－1939年）善理財，大量購買土地，成為當時地方上數一數二的大地主。廖文毅的母親叫做陳明鏡（1875年－1966年），為嘉義長老教會傳教士陳有成的妹妹，畢業於台南市長榮女子中學，是具備現代知識的女子。廖家受重視子女教育，兩代之間，出了六位博士，傳為美談，家勢蒸蒸日上，成為西螺望族。
廖文毅在家中排行老三。其大哥廖溫仁（1893年－1936年），為醫學家、醫史學家。其二哥廖文奎（1905年－1952年），為政治哲學家。
廖文毅於1925年從公學校第一名畢業後，進入淡水中學，只就讀一年，就轉至日本同志社中學，立志成為文學作家，但受二哥的勸導，改變初衷，於1928年進入南京的金陵大學工学院机械科。1932年，赴美就讀密西根大學，獲得碩士後，轉至俄亥俄州立大學，於1935年以〈用鈉氯化物電解法從事紙漿生產〉（The Production of Paper Pulps by the Electrolysis of Sodium-Chloride Solution）這篇論文獲得化學工程博士。
廖文毅畢業後不久，與在美國出生的李惠容結婚，婚後不久即與妻子一起返台。1936年9月，廖文毅攜家到中國大陸，擔任浙江大學工學院教授，並兼任系主任，出版了《日本之糖業》等書。1939年，廖父病危，廖文毅於是舉家返台探視父親。父親逝世後，廖文毅與兄長一起成立「大承物產株式會社」和「大承信託株式會社」這兩家公司。
由於，廖文奎和廖文毅兩兄弟都有中國大陸經驗和美國經驗，日本統治當局對他們十分忌諱，尤其是在日本於1941年12月偷襲珍珠港以後。當局甚至派特高暗中跟蹤調查他們的行蹤，廖文奎也因此而決定再赴中國大陸。

### 競選失敗

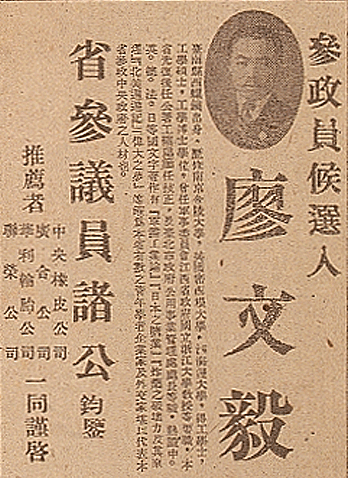
1946年8月10日《台灣新生報》所刊登國民參政員競選宣傳

1945年，二次世界大戰結束，國民政府接管台灣，廖文毅被指派為台灣行政長官公署工礦處的簡任技正，並兼台北市政府工務局長。1946年，辭去兼工務局長，改兼任台北市公共事業管理處處長。
當時台灣知識份子對於即將展開的新政局，基本上都懷抱著熱切的希望。許多知識份子，對於政治都產生了極高的興趣。擁有高學歷，精通中文、日文、英文，又有社會聲望的廖文毅，參政的意願也相當濃厚。
二戰結束的1945年，廖文毅就創立了「台灣民族精神振興會」，自任會長，同年又組「台灣憲政會」，並於翌年初創刊《前鋒》雜誌，那是一本收載政治、社會、經濟、文化各種評論的雜誌。1946年8月，廖文毅決定競選中華民國「國民參政會」（相當於當時國家最高的民意機構）的參政員。這次的選舉採間接選舉，由台灣省參議員投票選出，廖文毅應當選，卻因故被行政長官公署民政處長周一鶚作梗將其中一張選票視為廢票而被判落選。兩個多月後，廖文毅再度出馬競選參加「制憲國大代表」的選舉，再度落選（台北市區選舉，連震東得22票，廖文毅得7票）。部分原因是「半山仔」連震東、謝東閔、黃國書等人的排擠。
在某種程度上，廖文毅在國家認同上的轉折，可以說是台灣知識份子的代表性人物。事實上，在這兩次的選舉中，廖文毅都提出「聯省自治」的主張。也就是說，在二二八事件發生以前，台灣人縱使批判陳儀政府貪污腐化、特權橫行、紀律被壞、物價飛漲，而提出應該尊重台灣文化，尊重台灣人的訴求，但是，其範圍並未超過台灣人自治的主張。

### 主張台獨
1947年二二八事件後，廖文毅於3月4日代表「台灣革新協會」，組成「台灣二二八慘案聯合後援會」，發展告全國同胞書。呼籲正視台灣問題，其中包括撤辦陳儀、派員調查慘案、取銷專賣等，但沒有得到回應。陳儀反而於4月18日發佈「二二八事變首謀叛亂犯在逃主犯名冊」30人，廖文毅、文奎名列其中，成為叛亂通緝犯。6月廖氏兄弟在上海成立「台灣再解放聯盟」，抨擊魏道明政府在台各項失政。8月由於上海學潮不斷，局勢不穩，廖文毅遂前往香港，住在九龍。10月，留在上海的廖文奎則與黃紀男等人召開國際記者招待會，描述二二八事件真相，提出台灣獨立。

### 海外組織

成立於東京的台灣共和國臨時政府國旗

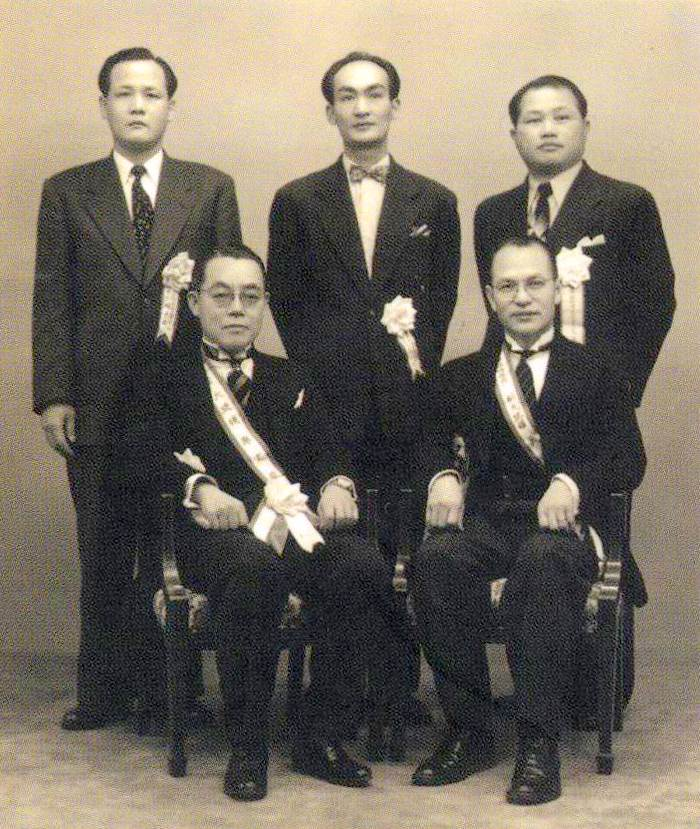
1956年成立合影，前排左一為廖文毅

1948年，廖文毅與謝雪紅等在香港組織台灣再解放聯盟。1949年9月2日，廖文毅向美國無任所大使菲力普·杰赛普提出要讓麥克阿瑟之軍政顧問團佔領臺灣，由他組建臨時政府，並與孫立人共治臺灣。1949年12月，廖文毅潛赴日本，於1950年2月28日在京都召開「二二八事件三周年紀念日」，發表台獨主張，之後遭到美軍以「非法入境」逮捕，進巢鴨監獄七個月。同年5月17日在東京神田YMCA組成「台灣民主獨立黨」（FDIP），對外宣稱擁有1400名黨員，成為當時在日本台獨運動的中心。1955年廖文毅本人即曾以「台灣民主獨立黨」主席身分前往在印尼萬隆召開的萬隆會議。1956年廖文毅成立台灣共和國臨時政府，並於同年2月28日就任大統領，而且創設機關報《臺灣民報》。
台灣共和國臨時政府雖然沒有獲得任何國家的承認，但是台灣共和國臨時政府也獲得不少海外台僑的支持。不少國家也紛紛以流亡政府領袖身分接待他。1957年8月31日，已独立的馬來亞政府邀請廖文毅以「台灣共和國臨時政府大統領」的身分參加獨立慶典。其中陳智雄更曾擔任台灣共和國臨時政府東南亞巡迴大使。
不少在日台灣人也紛紛加入台灣共和國臨時政府。

### 返台投降
1962年台灣民主獨立黨地下組織遭破獲，廖文毅的家人朋友多人遭逮捕，1964年台灣軍法處宣判有關台灣民主獨立黨案，其中黃紀男及廖史豪遭判死刑，其餘成員遭判刑15年到5年刑期不等之有期徒刑，爾後，蔣經國主導招撫，多次派人與廖周旋，1965年5月，派遣調查局第三處處長與廖談判，應允其若答應返台，將特赦其家人，歸還其財產並給予相當地位，如國營事業董事長職缺，並強調若不接受則公事公辦，由於，許多成員已經遭台灣當局策反或反正，因此廖在取得協議保證後即返台。
1965年5月14日晚間，廖文毅聲明放棄臺灣獨立運動回到臺灣，6月獲得特赦而撤銷其通緝，7月2日獲得蔣中正接見，其餘成員也陸續返台，1965年12月獲中華民國政府任命為曾文水庫建設委員會副主任委員，卸任後曾參與臺中港的建設。其餘生飽嘗監視，終身不得出國。晚年疑似因為調查局派來的秘書施子仁所找來的女看護來「照顧」而導致失明。廖文毅晚年有中風跡象，加上失明，後來併發肺炎，失去意識。於1986年5月9日病逝於台中沙鹿光田醫院。

## 相關史料與研究
（按照作者姓氏漢語拼音的順序排列）
- 不著撰人，1962，《廖文毅及其活動內幕》，（參考資料）。台北：光華出版社。
- 黃玲珠，1991，《老牌台獨黃紀男泣血夢迴錄》，黃紀男口述。台北：獨家出版社。
- 陳佳宏，2006，《台灣獨立運動史》。台北：玉山社。
- 陳慶立，2014，《廖文毅的理想國》。台北：玉山社。
- 陳欣欣，2005，〈廖文毅與「台灣共和國臨時政府」〉。淡江大學公共行政學系公共政策碩士班碩士論文。
- 李世傑，1988，《台灣共和國大統領廖文毅投降始末》。台北：自由時代出版社。
- 李筱峰，1987，〈自我放逐的「大統領」：廖文毅〉，見張炎憲、李筱峰、莊永明編，《台灣近代名人誌》，第一冊，頁279-96。台北：自立晚報。
- 李筱峰，1995，〈國家認同的轉向：戰後台灣反對人士的十個個案〉，見李筱峰著，《台灣，我的選擇！：國家認同的轉折》，頁1-72。台北：玉山社。
- Liao, Joshua. 1950. Formosa Speaks. Hong Kong: Formosan League for Reemancipation.
- Liao, Joshua W. K. 1947. Imperialism vs. Nationalism in Formosa. The China Weekly Review 104, no. 7: 191-93.
- Liao, Thomas W. I. 1958a. Formosa and China. Far Eastern Economic Review, 15 May, pp. 618-19.
- Liao, Thomas W. I. 1958b. Formosa and China. Far Eastern Economic Review, 22 May, p. 652.
- Liao, Wen-yi. 1935. The Production of Paper Pulps by the Electrolysis of Sodium-Chloride Solution. Ph.D. diss., The Ohio State University.
- 廖文毅，1936，《日本之糖業》。南京：大承出版社。
- 廖文毅，1939，《軍需工業論》。長沙：商務印書館。
- 廖文毅，1956，《台灣民本主義》。東京：台灣民報社。（楊杏庭代筆）
- 廖文毅，1998，〈廖文毅致艾參豪總統函（1955年9月15日）〉，見台灣省文獻委員會編，《台灣地區戒嚴時期五零年代政治案件史料彙編（一）：中外檔案》，頁262-65。南投：台灣省文獻委員會。
- 吳叡人，1999，〈祖國的辯證：廖文奎（1905-1952）台灣民族主義思想初探〉。《思與言》37：47-100。
- 許雪姬訪問、吳美慧紀錄，1993，〈黃紀男先生訪問紀錄〉。《口述歷史》4：75-90。
- 張炎憲，1992，〈戰後初期台獨主張產生原因的探討：以廖家兄弟為例〉，見二二八民間研究小組、台美文化交流基金會、現代學術研究基金會編，《二二八學術討論會論文集》（1991），頁279-304。台北：自立晚報。
- 張炎憲、胡慧玲、曾秋美，2000a，《台灣獨立運動的先聲：台灣共和國（上冊）》。台北：財團法人吳三連台灣史料基金會。
- 張炎憲、胡慧玲、曾秋美，2000b，《台灣獨立運動的先聲：台灣共和國（下冊）》。台北：財團法人吳三連台灣史料基金會。
- 鍾謙順，1988，《鍊獄餘生錄：坐獄二十七年回憶錄》。台北：自由時代出版社。
- 黃富三，2004，〈戰後初期在日臺灣人的政治活動 ―林獻堂與廖文毅之比較―〉 （页面存档备份，存于），日本交流協會。

## 外部連結
- 杜謙遜整理：〈台灣共和國大統領：廖文毅略傳〉
- . 《自由時報》. 2011-05-21. （原始内容存档于2011-05-25） （中文（臺灣））.